# Panavision
Panavision es una compañía para equipo de grabación que se especializa en cámaras y lentes y reside en Woodland Hills, California (Estados Unidos). 
Formado por Robert Gottschalk como una pequeña sociedad para crear lentes de proyección anamórfica durante la eclosión de la pantalla ancha en los años 1950, Panavision amplió sus líneas de productos para satisfacer las demandas de cineastas modernos. La compañía introdujo sus primeros productos en 1954; al principio un abastecedor de accesorios Cinemascope, la línea de la compañía de los lentes de pantalla ancha amórficos pronto se hizo el líder de industria. En 1972, Panavision ayudó con la revolucionaria cámara cinematográfica de 35 mm Panaflex ligera. La compañía ha introducido otras cámaras líderes como la Milenio XL (1999) y la génesis de vídeo digital (2004).
La frase en los créditos “Filmed in Panavision” significa la utilización de las lentes de la empresa, que no las vende, sino que las alquila a través de diferentes sedes o representantes. Además, están fabricadas con una montura especial, que hace que solo sean utilizables con sus propias cámaras.

## Historia
Durante los años 50, la industria cinematográfica estaba siendo amenazada a causa de la llegada de la televisión (aparato que permitía ver películas dentro de casa sin tener la necesidad de ir al cine). Fue en ese momento cuando los grandes productores decidieron establecer diferencias importantes en el visionado para llamar la atención del público y recuperar así a la audiencia (como los primeros televisores ofrecían pantallas pequeñas y en blanco y negro, en aquella época en el cine aumentó el uso del tecnicolor y se empezaron a crear tecnologías como el 3D, el sonido estéreo y las películas en pantalla gigante). El Cinerama fue uno de los primeros proyectores de las películas en pantalla gigante.
Aprovechando la necesidad de rodar películas para este nuevo formato (widescreen), 20th Century Fox creó la marca de CinemaScope, con la que ofrecía lentes anamórficas (tecnología novedosa de la época). Estas lentes permitían expandir la imagen proyectada y crear una relación de aspecto. En 1953 se proyectó la primera película con este formato, "The Robe". 

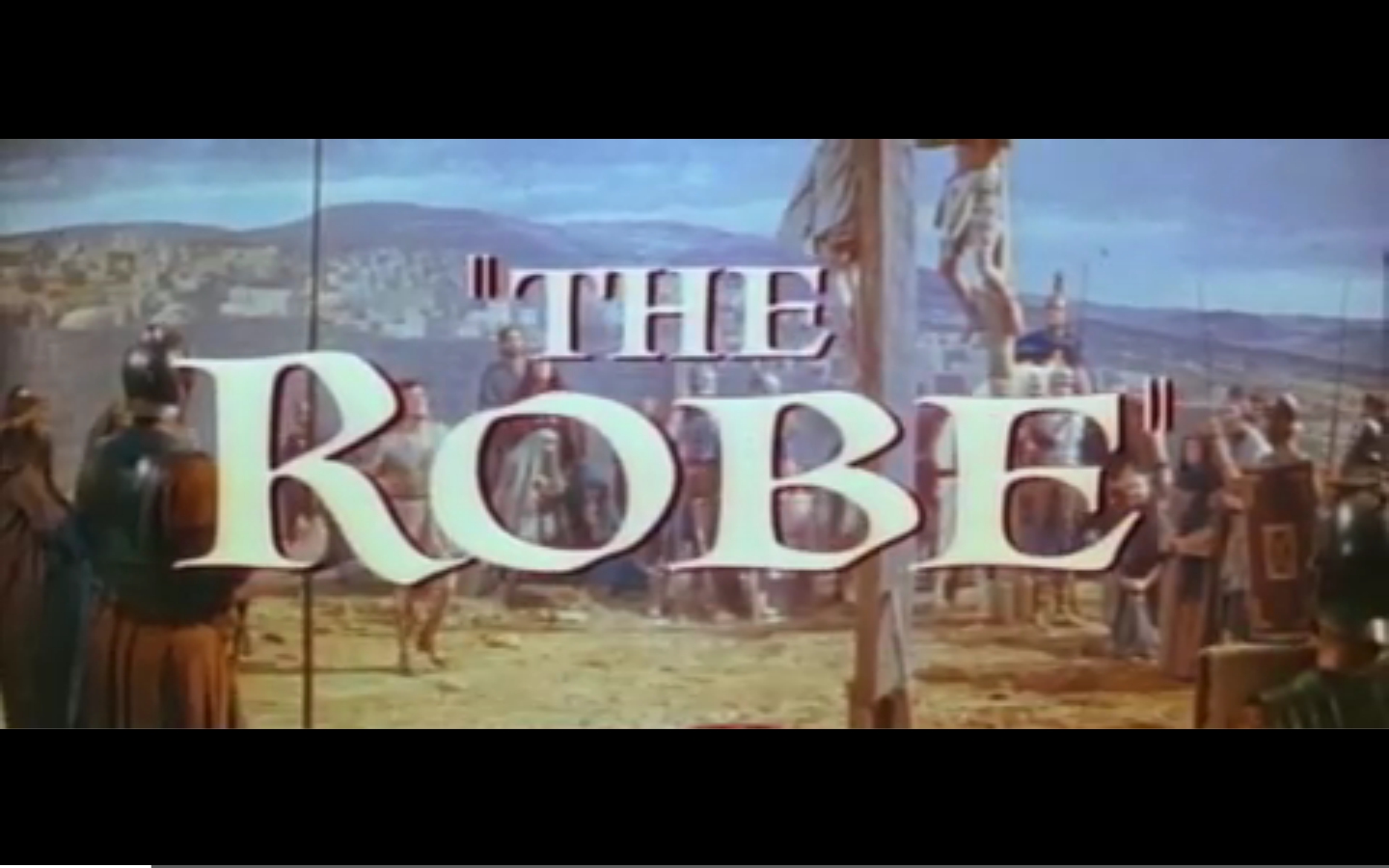
"The Robe", 1953, primera película proyectada con el formato CinemaScope.

Gottschalk, al ver que la compañía que facturaba las lentes de CinemaScope "Bausch & Lomb" estaba teniendo problemas al cumplir con las demandas de equipo de proyección anamórfica teatral, y decidió unirse con William Mann y el físico óptico Walter Wallin, para diseñar una nueva lente que permitía cambiar manualmente la deformación lateral de la imagen. La patente fue solicitada el 11 de agosto de 1954 y cinco años más tarde fue concedida.
A mediados de la década del 2000 Panavision adquiere dos empresas independientes europeas que se dedicaban también al alquiler de lentes anamórficas fabricadas por ellos mismos: Technovision y J-D-C. Películas destacadas que utilizaron estas lentes son L’Innocente de Luchino Visconti o Apocalypse Now de Francis Ford Coppola, con el director de fotografía Vittorio Storaro.
En junio de 2010, Panavision presentó el sistema Panavision 3D System, el cual permitía a los cines proyectar títulos 3D con gran calidad en pantallas blancas convencionales y en pantallas plateadas, y que funciona con cualquier modelo de proyector tanto tradicional de 35 mm como digital. Esto proporcionaba programar las películas de una más coherente y rentable, y poder pasar de unas salas de mayor tamaño a unas de menor con menos esfuerzo.
A finales de 2014 Panavision adquirió Light Iron, empresa de posproducción especializada en dailies in situ, intermedicación digital y servicios relacionados con las producciones digitales basadas en ficheros, para poder asegurar su posición como proveedor de cámaras de alta gama y ofrecer servicios integrales desde la preproducción a la distribución.

## Lentes

### C Series
Esta serie lleva desde los años 60 en el mercado. Utiliza lentes esféricas individuales ya existentes las cuales, mediante una nueva reconstrucción se les añade un elemento cilíndrico frontal anamórfico que convierte las lentes esféricas en anamórficas. Al ser lentes fabricadas de otras lentes, su rendimiento puede variar mucho de una focal a otra del mismo juego. Como ejemplo, para las focales de 40, 50, 75 y 100 mm, las cuales utilizaron lentes Cooke Speed Panchro como elemento primario, tuvieron cristales de diferentes fabricantes como Minolta, Pentax o Zeiss. 
Son ópticas de una medida compacta, con un peso reducido, sobre los 2 kg, lo que hace que sean muy populares. Muy utilizadas en la época del celuloide para Steadicams y populares en el formato digital ya que la perfección y nitidez de los sensores, introduciendo mucha más suavidad y aberraciones, que hacen que la imagen parezca más orgánica.

### High-Speed
Surgieron en 1976 por la demanda de objetivos ultra luminosos en formato anamórfico. Tienen una apertura de diafragma muy grande, entre 1.6 y 1.1 en el objetivo de 50 mm. Actualmente, con los sensores digitales actuales que permiten una gran sensibilidad, no tienen un gran uso. Además, tienen el problema añadido de que no son demasiado compactas ni tiene un peso reducido.

### E Series
En 1980 apareció esta serie con el objetivo de mejorar el rendimiento óptico de las C Series porque se necesitaban lentes más nítidas y limpias. La gama varía desde el 28 mm al 180 mm. Parten de diseños específicos y cristales Nikon, lo que le da más igualdad entre diversas focales y juegos, importante cuando se graba con multicámara. El hándicap que tienen respecta a las C Series son el aumento de peso y tamaño y también el aumento de distancia focal mínima hasta el metro y medio.

### Primo
Esta serie anamórfica apareció en 1990. Ofrece la mejor resolución con la menor distorsión de todas las lentes de la compañía Panavision. Emula el formato de 65 mm, optimizando la imagen en 35 mm, pero si tener que duplicar costes en el negativo. Los inconvenientes que tienen son el peso elevado y el corto rango de focales, desde un 35 mm hasta un 100 mm. Inicialmente, la distancia focal mínima también era un problema, ya que era de 1,3 metros, pero la serie Close Focus Primo mejoró este inconvenientes para pasarla a 75 cm.

### G Series
Esta serie salió al mercado en 2006, por la demanda de las E Series con una configuración mecánica igual que las C Series. Algunos de los directores que pidió este comportamiento fueron Mauro Fiore para la película The Island y Emmanuel Lubezki para The New World. Tienen un tamaño muy compacto y peso similar a las C Series. Eliminan el problema del diferente rendimiento dependiendo de las focales del mismo juego y entre las mismas focales de diferentes juegos. Son lentes muy poco luminosas pero con el mismo rendimiento óptico que las E Series. Su focal más larga es la de 100 mm.

### Objetivos AWZ2 y AZT
Paralelamente a las G Series se introdujeron al mercado estos dos zum con el elemento anamórfico al principio de la lente que hace que se retengan las características de las lentes anamóficas y las oberturas de diafragmas más razonables. El zum AWZ2 es de 40-80 mm (T/2.8) y el ATZ es de 70-200 mm (T/3.5), con un rendimiento que permite la integración con el resto de series de Panavision. El AWZ2 también es conocido como el Bailey Zoom porque fue el director de fotografía John Bailey uno de los que más pidió a Panavision un zum angular de diseño frontal para el formato anamórfico.